# Mansa major
Mansa major är en stekelart som först beskrevs av Szepligeti 1916.  Mansa major ingår i släktet Mansa och familjen brokparasitsteklar. Inga underarter finns listade i Catalogue of Life.